# دالي غوردون
دالي غوردون (بالإنجليزية: Dale Gordon)‏ (9 يناير 1967 في المملكة المتحدة - ) هو مدرب كرة قدم ولاعب كرة قدم بريطاني في مركز الوسط. شارك مع منتخب إنجلترا تحت 21 سنة لكرة القدم. أما مع النوادي، فقد لعب مع نادي بورنموث ونادي بيتربورو يونايتد ونادي رينجرز ونادي ميلوول ونورويتش سيتي ووست هام يونايتد.

## وصلات خارجية
- دالي غوردون على موقع قاعدة بيانات كرة القدم.إي يو (الإنجليزية)
- دالي غوردون على موقع عالم كرة القدم.نت (الإنجليزية)